# Eric Johansson (konstnär)
Eric Johansson, född 29 april 1896 i Dresden, död 4 juni 1979 i Täby, var en tysk-svensk målare och grafiker.

## Biografi
Eric Johansson var son till en svensk mor men växte upp i ett fosterhem i Dresden. Han studerade vid Konstakademien i Dresden 1912–1919 och blev där engagerad i revolutionära kretsar. Johansson gick med i Tysklands kommunistiska parti och ställde ut sin konst i Willi Münzenbergs utställning "Internationella Arbetarhjälpen" i Sovjetunionen åren 1924–1925. I Moskva träffade Johansson bland annat den unge Ho Chi Minh, som han avporträtterade.
I samband med nazisternas maktövertagande i Tyskland utsattes han för förföljelse trots att han lämnat kommunistpartiet 1925. Hans oljemålning Fabrik som hade inköpts av Dresdens stadsmuseum 1925 medtogs på tre utställningar som alla bar det avsiktligt nedsättande namnet Entartete Kunst, en i Nürnberg och en i Dortmund, båda 1935, innan målningen beslagtogs för gott och visades på Entartete Kunst i München 1937. Enligt en notering i ett samtida nationalsocialistiskt inventarium utplånades målningen därefter.
I samband med en kortare fängelsedom flydde han till Sverige 1938, där han levde ett tillbakadraget liv fram till sin död.